# Bobby Isaac
Bobby Isaac (* 1. August 1932 in Catawba, North Carolina; † 14. August 1977 in Hickory, North Carolina) war ein US-amerikanischer Rennfahrer und Meister in der NASCAR Grand National-Serie.
Isaac wuchs auf einer Farm in Catawba, North Carolina als zweitjüngstes von neun Kindern auf. Er beendete die Schule nach der sechsten Klasse, was fälschlicherweise zu dem Gerücht führte, er könne weder Lesen noch Schreiben .

## Karriere
Isaac begann mit dem professionellen Rennfahren im Jahre 1956, benötigte aber sieben Jahre, um in die Grand National-Serie von NASCAR aufzusteigen. Er gewann in der Saison 1970 die Meisterschaft im Dodge Charger Daytona mit der Startnummer 71. Zusammen mit seinem Crew Chief Harry Hyde stellte er auf dem Talladega Superspeedway im November 1970 einen Geschwindigkeitsrekord auf einer geschlossenen Rennstrecke auf.
Während seiner Karriere in der höchsten Rennserie von NASCAR gewann Isaac insgesamt 37 Rennen, davon elf in seiner Meisterschaftssaison 1970. Zudem erzielte er 50 Pole-Positionen, davon in der Saison 1969 alleine 20 Stück, welches mit Stand von 2020 noch immer ein Rekord ist. Isaac trat vom Rennsport zurück, da ihm eine innere Stimme davor gewarnt haben soll, dass er sterben wird, würde er weitere Rennen fahren.

## Tod
Bobby Isaac starb am 14. August 1977, als er bei einem Rennen der Late Model Sportsman-Serie auf dem Hickory Motor Speedway 25 Runden vor dem Ziel aus dem Rennen ausstieg und einem Herzinfarkt erlag.